# Quarto Exército (Império Otomano)
O Quarto Exército (em turco: Dördüncü Ordu) do Império Otomano foi um dos exércitos do Exército Otomano, formado em meados do século XIX, durantes as reformas militares otomanas.

## Formações antes da Primeira Guerra Mundial

### Ordem de Batalha em 1877
Em 1877, quando começou a guerra russo-turca de 1877–1878, o Quarto Exército estava estacionado na Anatólia e era composto pelas seguintes unidades:
- Infantaria: cinco regimentos de linha e seis batalhões de rifles
- Cavalaria: três regimentos de linha
- Artilharia: um regimento de linha (12 baterias)
- Engenharia: uma companhia de sapadores

### Ordem de Batalha em 1908
Após a Revolução dos Jovens Turcos e o estabelecimento da Segunda Era Constitucional em 3 de julho de 1908, o novo governo levou a cabo uma extensa reforma militar. Os quartéis-generais foram modernizados. A nova área operacional do Quarto Exército passou a ser a Caucásia e as suas numerosas tropas foram espalhadas ao longo da fronteira para estarem atentas ao Império Russo. Nesse período o exército era composto pelas seguintes unidades:
- 7.ª Divisão de Infantaria (Yedinci Fırka)
- 8.ª Divisão de Infantaria (Sekicinci Fırka)
- 19.ª Divisão de Infantaria (On Dokuzuncu Fırka)
- 4.ª Divisão de Artilharia (Dördüncü Topçu Fırkası)
- Regimento de Artilharia da Fortaleza de Erzurum

O Quarto Exército tinha também funções de inspeção para quatro divisões Redif (reserva):
- 13.ª Divisão de Reserva de Infantaria de Erzinjane (On Üçüncü Erzincan Redif Fırkası)
- 14.ª Divisão de Reserva de Infantaria de Trebizonda (On Dördüncü Trabzon Redif Fırkası)
- 15.ª Divisão de Reserva de Infantaria de Diarbaquir (On Beşinci Diyarbekir Redif Fırkası)
- 16.ª Divisão de Reserva de Infantaria de Sivas (On Altıncı Sivas Redif Fırkası)

### Ordem de Batalha em 1911
Na sequência de outras reorganizações do Exército Otomano, que incluíram a criação de um quartéis-generais ao nível de corpo, o quartel-general do Quarto Exército passou para Bagdade. Antes da Primeira Guerra Balcânica, em 1911, o Quarto Exército estava estruturado da seguinte forma:
- Corpo XII, Mossul
  - 35.ª Divisão de Infantaria, Mossul
  - 36.ª Divisão de Infantaria, Quircuque
- Corpo XIII, Bagdade
  - 37.ª Divisão de Infantaria, Bagdade
  - 38.ª Divisão de Infantaria, Baçorá

## Formações da Primeira Guerra Mundial

### Ordem de Batalha em novembro de 1914
Nesta data, o exército esteve estacionado na Síria e era estruturado da seguinte forma:
- Corpo VIII
  - 23.ª Divisão
  - 25.ª Divisão
  - 27.ª Divisão
- Corpo XII
  - 35.ª Divisão
  - 36.ª Divisão

### Ordem de Batalha em finais de abril de 1915
Nesta data, o exército esteve estacionado na Síria e era estruturado da seguinte forma:
- Corpo VIII
  - 8.ª Divisão
  - 10.ª Divisão
  - 23.ª Divisão
  - 25.ª Divisão
  - 27.ª Divisão
- Corpo XII
  - 35.ª Divisão
  - 36.ª Divisão

### Ordem de Batalha entre o final do verão de 1915 e janeiro de 1916
Neste período, o exército esteve estacionado na Síria e na Palestina e era estruturado da seguinte forma:
- Corpo VIII
  - 23.ª Divisão
  - 24.ª Divisão
  - 27.ª Divisão
- Corpo XII
  - 41.ª Divisão
  - 42.ª Divisão
  - 46.ª Divisão

### Ordem de Batalha entre agosto e dezembro de 1916
Neste período, o exército esteve estacionado na Síria e na Palestina e era estruturado da seguinte forma:
- Corpo VIII
  - 3.ª Divisão
  - 23.ª Divisão
  - 24.ª Divisão
  - 27.ª Divisão
- Corpo XII
  - 41.ª Divisão
  - 42.ª Divisão
  - 43.ª Divisão
  - 46.ª Divisão

### Ordem de Batalha em agosto de 1917
Nesta data, o exército estava estruturado da seguinte forma:
- 3.ª Divisão de Cavalaria
- Corpo VIII
  - 48.ª Divisão
- Corpo XII
  - 23.ª Divisão
  - 44.ª Divisão
- Corpo XV
  - 43.ª Divisão
- Corpo XX
  - 16.ª Divisão
  - 54.ª Divisão
- Corpo XXII
  - 3.ª Divisão
  - 7.ª Divisão
  - 53.ª Divisão

Em 26 de setembro de 1917, o quartel-general mudou para Damasco, dividindo a sua área de atuação ao meio, com Djemal Paxá respondendo pela Síria e Arábia ocidental.

### Ordem de Batalha entre janeiro e junho de 1918
Neste período, o exército era comandado por Djemal Paxá e estava estruturado da seguinte forma:
- Corpo VIII (comandado por Ali Fuad Bei)[13]
  - 43.ª Divisão
  - 48.ª Divisão
- Corpo XII
  - 23.ª Divisão
  - 41.ª Divisão
  - 44.ª Divisão
- Corpo do Hejaz
  - 58.ª Divisão
  - Divisão Provisória de Infantaria x 3

### Ordem de Batalha em setembro de 1918
Nesta data, o exército era comandado por Cemal Mersinli e estava estruturado da seguinte forma:
- Corpo II (comandado por Galatalı Şevket Bei)
  - 62.ª Divisão de Infantaria
  - Divisão Provisória de Infantaria x 3
- Grupo da Jordânia
  - 24.ª Divisão de Infantaria
  - 3.ª Divisão de Cavalaria
- Corpo VIII (comandado por Yasin al-Hashimi)
  - 48.ª Divisão
  - Divisão Provisória de Amã